# Кабудсанг
Кабудсанг (тадж. Кабудсанг, до 2017 г. — Куктош) — село в сельской общине (джамоате) Халифа Хасан Пенджикентского района Таджикистана. Расстояние от села до центра района (г. Пенджикент) — 2 км. Население 3967 человек (2017 г.), таджики. 
В 2017 году было объявлено о том, что территория города Пенджикент будет увеличена за счёт сёл Кабудсанг, Наврузтеппа, Деваштич, Шурча, Савр, Зебон, Нуристон, Чорводор, Чинор, Дарвозакам, Сари-Камар, Вахдат и Озодагон.